# 塔比韋雷鄉

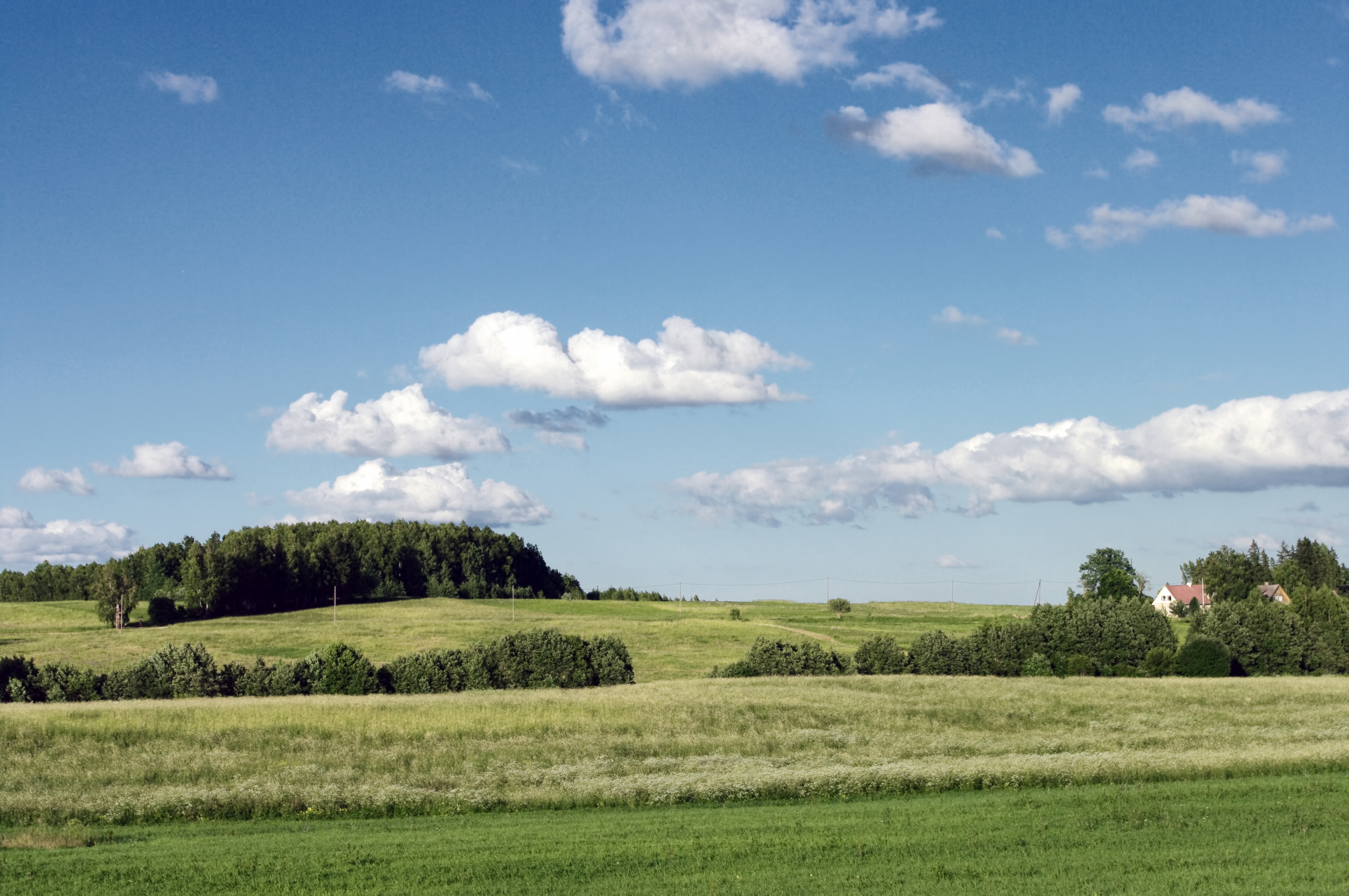
尤拉村景象

塔比韋雷鄉，曾是愛沙尼亞約格瓦縣的一個鄉村型市镇，位於該國東部，行政中心設於塔比韋雷，面積201平方公里，2006年人口2,468，人口密度每平方公里12人。
2017年爱沙尼亚行政改革后，塔比韋雷市镇与塔尔图县的其他市镇合并为新的塔爾圖市鎮，从而隶属塔尔图县。
58°33′14″N 26°35′46″E / 58.554°N 26.596°E